# Исказ (логика)
Исказ је реченица којом се нешто тврди или пориче и која за разлику од других смислених реченица једина има истинитосну вредност као своје примарно својство. За такве реченице кажемо још и да су судови. Да је исказ, односно суд, тачан користимо симбол {\displaystyle \top }, а да је нетачан симбол {\displaystyle \bot }.
Логички искази се дефинишу на следећи начин:
Нека је {\displaystyle Var=\{p_{1},...,p_{n},...\}} пребројив скуп исказних слова, {\displaystyle \wedge ,\vee ,\Rightarrow ,\Leftrightarrow ,\neg } логички оператори, а {\displaystyle \top } и {\displaystyle \bot } логичке константе.
1. Исказна слова и логичке константе су логички искази
2. Нека су A и B нека два логичка исказа. Тада су {\displaystyle (A\land B)}, {\displaystyle (A\lor B)}, {\displaystyle (A\Rightarrow B)}, {\displaystyle (A\Leftrightarrow B)} и {\displaystyle (\lnot A)} такође логички искази
3. Логички искази се добијају искључиво применом правила 1 и 2

## Договор о брисању заграда
- спољне заграде се бришу
- операције имају различит приоритет: {\displaystyle \lnot } највиши, {\displaystyle \land ,\lor } нижи, а {\displaystyle \Rightarrow ,\Leftrightarrow } најнижи. На пример, {\displaystyle \lnot p\lor q\Rightarrow r} је исто што и {\displaystyle (((\lnot p)\lor q)\Rightarrow r)}.

## Примери
- Реченица 2 + 3 = 5 је тачан исказ.
- Реченица 2 × 3 < 5 је нетачан исказ.
- Реченица „Видео сам дете са другог спрата“ није исказ јер је непрецизна.
- Реченица „Сви становници Крита лажу“ није исказ, јер јој не можемо доделити истинитосну вредност.
- Хипотеза Гобалха „Сваки паран број већи или једнак од 4 може се написати као збир два проста броја“ јесте исказ јер има истинитосну вредност {\displaystyle \top } или {\displaystyle \bot }, иако нам та истинитосна вредност није позната.